# Athénée royal d'Ixelles
L'athénée royal d'Ixelles est un établissement scolaire construit par l’architecte Marcel Lambrichs, rue de la Croix n°40, dans le but d'accueillir des classes d’enseignement maternel, primaire et secondaire, à partir de 1954, dans un style moderniste. Sa construction s’exécute en deux phases, 1954 et 1962.

## Histoire
L'athénée royal d'Ixelles actuel est l'héritière de deux anciennes écoles. 

### Ancien athénée royal d'Ixelles
L'Athénée Royal d'Ixelles, rue Jules Bouillon no 21, a été construit entre 1883 et 1885 à l’initiative de Jules Bouillon, échevin de l’instruction et défenseur de l’enseignement officiel communal.  
L’établissement était situé à l'angle de la rue Jules Bouillon et de la rue, appelée initialement Jacquelaert, en référence au nom du détenteur des sols sur lesquels elle a été tracée. À la suite de la construction de l’école au numéro 17, la rue est rebaptisée, rue de l'Athénée. L’établissement, quant à lui, est renommé Athénée François Rabelais après la Deuxième Guerre mondiale, en référence à l’écrivain humaniste de la Renaissance, portant le même nom. En 1985, l’Athénée ne répond plus aux normes de population exigées par la première grande réforme de l’Enseignement. En effet, son nombre d’élèves s’élève à 242 ce qui était trop bas par rapport aux coûts d’entretiens. En accord avec l'établissement, le ministre de l'Éducation nationale de l'époque, André Bertouille, convient d’une mort dite « douce ». Ce qui équivalait à supprimer une année du cycle à chaque rentrée à partir de 1985. Par cette méthode, les élèves peuvent terminer leurs secondaires dans la même école, et les enseignants être réaffectés petit à petit. L’athénée est ainsi fermé officiellement le premier septembre 1989, le jour de la rentrée scolaire. À sa fermeture, l’athénée fusionne avec le lycée royal d'Ixelles, qui lui, est toujours en activité, rue de la croix n°40.

### Lycée royal d'Ixelles
En 1890, l'institut supérieur pour demoiselle est créé, il deviendra en 1920 un lycée communal. Au même moment au XIXe siècle une école moyenne pour filles est créée par l'état. Dans les années 1930, les deux finissent par fusionner tout en gardant deux implantations.
En 1982, le lycée emprunte le nom de Madeleine Jacquemotte lors du passage à la mixité, résistante qui a été déportée, enseignante puis préfète honoraire de l’école jusqu’en 1967, et finalement décédée en 2000. Cette dénomination persiste à la fusion avec l’athénée et confère alors à l’école le nom d'Athénée Madeleine Jacquemotte. Mais en novembre 2004, des exclusions et des faits de violence ternissent l’image de l’athénée ce qui amènera l’établissement à fermer durant plusieurs jours. Une nouvelle direction fait alors surface afin de rétablir le calme, mais la mauvaise réputation de l’école est telle que l’établissement se vit changer de nom dès septembre 2006, pour la rentrée scolaire. Il reprend alors le nom de l’Athénée royal d’Ixelles.

## Architecture

### Quartier
Le bâtiment qui abrite l’actuel Athénée royal d’Ixelles se trouve donc au coin de la Rue de la Croix et de la rue du Couvent. La rue de la Croix, qui existe depuis 1460, est légèrement courbée et relie la chaussée d'Ixelles à la rue de l'Arbre Bénit. Elle servait autrefois de jonction à travers les champs, entre les fermes existantes. Dans le milieu du XIXe siècle, des maisons néo-classiques en enfilade longeaient la rue, mais celles-ci ont connu de grandes modifications. On peut toutefois, en apercevoir encore, l’enfilade et les gabarits du numéro 46 à 74. À la construction de l’athénée au numéro 40, d’immeuble d’habitation ou encore de bureau, un grand nombre d’habitations ont été détruites. La rue du Couvent quant à elle, est rectiligne, elle joint la rue de l'Ermitage à la rue de la Croix. Son nom provient de la présence de l’ancien couvent des sœurs de Marie. L’école, dont l’élévation latérale s’étale en longueur, occupe deux tiers du côté pair de la rue, le reste est occupé par la propriété Solvay.

### Marcel Lambrichs
À l'époque de la construction de l'école, Marcel Lambrichs, né en 1917 à Saint-Josse-ten-Noode, une commune relativement pauvre de la Région de Bruxelles-Capitale, est déjà connu pour ses bâtiments officiels et ses immeubles de bureaux. Il a, notamment, remporté plusieurs concours de commandes publiques, dont celui de la résidence du gouverneur-général en 1951, à Léopoldville et le siège de la C.G.E.R en 1953. Son parcours scolaire débute en 1936, quand il commence des études d’architecture à l’Académie royale des Beaux-Arts de Bruxelles. À l’arrivée de la guerre mondiale, durant laquelle il est prisonnier de guerre, il doit suspendre ses études. Il réussit tout de même à s’évader du camp en Silésie, dans lequel il avait été interné par les Allemands et termine ses études entreprises auparavant, dont il a été diplômé en 1944. Il fait par la suite son stage dans l’atelier d’Henry Lacoste, un architecte belge important dont le style particulier le rend souvent inclassable. Puis il commence à exercer son métier d’architecte à la fin de la guerre. Durant cette période de reconstruction, il est employé au service architectural de la ville de Bruxelles de 1946 à 1948. Il travaille ensuite durant un an avec son père, Charles Lambrichs, architecte lui aussi, pour finalement travailler à son propre compte et fonder, en 1949, sa propre agence en collaboration avec Casimir Grochowski et Daniel de Laveleye qui formeront plus tard, tous les deux, avec Georges Czyz, le bureau d'architectes CDG, un bureau protagoniste de l'architecture postmoderne en Belgique dans les années 1990. Pour sa part, Marcel Lambrichs conçoit de nombreux bâtiments à Bruxelles, jusqu’à sa mort en 1986.  Il réalise notamment, plusieurs établissements scolaires, tels que la reconstruction et l’agrandissement, de 1950 à 1952, dans un style moderniste d’inspiration classique, de l’école fondamentale du Tivoli à Laeken, avec l’aide de son père et en se basant sur l’avant-projet de Monsieur Le Graive, l’architecte communal. L’Athénée Royal d’Ixelles, quant à lui, est construit quelques années plus tard dans un style moderniste.

### Plan
Concernant le bâtiment qui abrite aujourd’hui l’Athénée Royal d’Ixelles, il s’implante dans un îlot résidentiel, avec un léger recul par rapport aux mitoyens. Le bâti, dont le plan forme un T, se positionne à l’angle de deux rues, sur une parcelle dont la morphologie irrégulière jouxte le parc Solvay qui contient un grand nombre d’arbres remarquables, inscrits dans l’inventaire du patrimoine naturel de la région de Bruxelles-Capitale. Ce plan de forme simple facilite la lecture grâce au préau central, la barre verticale du T, qui divise l’ensemble afin de créer des cours de récréation différentes adaptées aux diverses classes d’enseignement. Inclut dans la maçonnerie de l’une des cours de récréation de l’école, un bas-relief est dédié aux travaux sur l'allégorie de la géographie de Hector Denis, homme politique belge socialiste, docteur en droit et en sciences ainsi que professeur à l’université. Sa maison n°34 fut démolie lors des agrandissements de l’Athénée et par la même occasion la plaque qui lui avait été dédiée disparaît.

### Façades
L’élévation qui donne Rue de la Croix est l’une des extrémités de la barre horizontale du T, elle s’étend sur deux niveaux et se caractérise par sa sobriété. Sa composition épurée, est représentative des années 1960 par ses fenêtres rectangulaires horizontales à ras de la maçonnerie, mais aussi par la participation de l'auvent désaxé et le recul de la façade au niveau supérieur. L’auvent désaxé en porte-à-faux qui se dresse au-dessus de l’entrée ressemble à d’autres auvents de la même époque, tels que celui de l’immeuble à appartements avenue Brigade Piron n°116, du même architecte. L’élévation est relativement peu ouverte, elle ne comporte que 5 ouvertures contenant des fenêtres tantôt coulissantes, tantôt battantes ainsi qu’une porte d’entrée. La façade est couverte de dalles de béton lavé qui révèle le gravier et le silex emprisonné dans son ciment, ce qui lui confère une apparence générale brute. Cette matérialité résulte de cette époque marquée par de nombreuses expérimentations des techniques d’application et de traitement du béton. Elle sera utilisée en façade à plusieurs reprises par l’architecte dans les années 1950, notamment pour deux grands ensembles de logements : l’ensemble de logements sociaux construit de 1954 à 1956, rue Linné, à Saint-Josse-ten-Noode et l'immeuble à appartements rue Godefroid de Bouillon dans lesquels il mettra en place un système d'ossature en béton apparent avec un remplage de dalles de béton lavé. L’ensemble de logements sociaux rue Linné fut transformer en 2016 par le bureau A2M et la façade de Lambrichs n’est actuellement plus lisible.
Rue du Couvent, une travée aveugle en retrait qui était à l’origine en briques de verre est encadrée par deux volumes parallélépipédiques. L’élévation, contrairement à celle rue de la croix, s’étale en longueur. Elle s’élève sur trois niveaux et est couverte par une toiture-terrasse. Les deux volumes parallélépipédiques sont divisés par des montants en béton qui forme des zones rectangulaires fermées par des bandeaux de fenêtres horizontaux à châssis métalliques. Les allèges sont couvertes de béton gravillonné et rappellent la façade rue de la croix qui elle est moins ouverte. Cette transparence procurée par les grandes baies vitrées entourées d’un fin châssis métallique, procurant un aspect léger, se retrouve dans plusieurs projets de la même période. À cette époque, les préoccupations énergétiques, les normes de PEB et la mentalité n’étaient pas les mêmes. La façade marie donc les surfaces lisses que sont les vitres et des pans rugueux qui accrochent la lumière. La combinaison de matériaux traditionnels et produits artificiels est représentative de cette période moderne. Ces structures de béton, mises au point avant-guerre, se sont perfectionnées et permettent des alternatives constructives. Les murs, pleins et massifs, servent à la fois de structure porteuse et d’enveloppe.